# Giornata mondiale del malato
La Giornata mondiale del malato è una ricorrenza della Chiesa cattolica romana. Fu istituita il 13 maggio 1992 da papa Giovanni Paolo II.

## Storia
A partire dall'11 febbraio 1993, la memoria liturgica della Madonna di Lourdes ha assunto anche il carattere di "momento speciale di preghiera e di condivisione, di offerta della sofferenza".
A papa Giovanni Paolo II era stato diagnosticata la malattia di Parkinson già nel 1991, la sua condizione di malato è stata divulgata solo più tardi, ed è significativo che abbia deciso di creare una Giornata mondiale del malato, un solo anno dopo la diagnosi. Il papa aveva scritto molto sul tema della sofferenza e credeva che era molto più di un processo salvifica e redentrice per mezzo di Cristo, come ha indicato nella sua lettera apostolica Salvifici Doloris.
La festa della Vergine di Lourdes è stata scelta perché molti pellegrini e visitatori a Lourdes hanno riferito di essere stati guariti per intercessione della Beata Vergine. Il pontefice era anche devoto del santuario di Harissa (Libano).
Nel 2013 papa Benedetto XVI ha annunciato le sue dimissioni nel corso di questo giorno di festa, e ha citato la sua salute in declino come la ragione del suo gesto.